# Marianne Frisch
Marianne Frisch (* 1939 als Marianne Oellers in Ratingen) ist eine deutsche literarische Übersetzerin. Sie war von 1968 bis 1979 die zweite Ehefrau von Max Frisch.

## Leben
Marianne Oellers wuchs mit drei Brüdern – unter ihnen der spätere Schiller-Forscher Norbert Oellers (* 1936) – als viertes Kind des Schriftstellers Werner Oellers (1904–1947) und seiner Frau Susanne Oellers geb. Beck (1904–1994) in Hösel bei Ratingen auf. Sie studierte Germanistik, Philosophie und Romanistik in Bonn und ab dem Frühjahr 1960 in München vor allem Theaterwissenschaft, wobei sie im Marionettentheater Kleines Spiel den Dramatiker Tankred Dorst (1925–2017) kennenlernte. Als dieser 1962 Stipendiat der Villa Massimo wurde, reiste sie in den Semesterferien nach Rom. Aus der Zeit in Rom rührt auch der Kontakt mit Uwe Johnson.
Gemeinsam mit Tankred Dorst besuchte Marianne Oellers im März Ingeborg Bachmann und Max Frisch. Für das Schriftstellerpaar war das Jahr 1962 ein schwieriges, nicht zuletzt aufgrund eines Liebesverhältnisses von Bachmann mit dem italienischen Germanisten Paolo Chiarini. Frisch lud Oellers nach Rom ein, als Bachmann in München war. Die junge Frau sprach bei der bewunderten Dichterin vor und wurde von ihr ermuntert, die Einladung anzunehmen. In der Folge wurden die Studentin und der 51-jährige Max Frisch ein Paar; die beiden lebten in der Via Margutta 53B zusammen. 1964 ließ Max Frisch in Berzona ein Haus, das er für sich und seine Partnerin gekauft hatte, unter der Aufsicht eines einheimischen Architekten umbauen; Einzug war „am 15. Mai 1965, pünktlich zu seinem vierundfünfzigsten Geburtstag“. Mit ihr machte er zahlreiche Reisen: 1963 in die USA zu Uraufführungen von Biedermann und die Brandstifter und Andorra, 1965 nach Jerusalem zur Verleihung des Jerusalem-Preises, 1966 in die Sowjetunion. 1967 reisten sie nach Prag. Im Oktober 1967 besuchten sie „gemeinsam mit Friedrich Dürrenmatt und dessen Frau Lotti“ Venedig. 1968 mieteten sie ein Haus in Küsnacht am Zürichsee und heirateten nach sechs Jahren am 28. Dezember 1968 in Berzona. Bei der Heirat nahm Marianne Oellers den Nachnamen Frisch an, von da an sind für sie die Namensformen Marianne Frisch-Oellers und Marianne Frisch bekannt. Dann folgten 1970 bis 1972 ausgedehnte Aufenthalte in den USA. Erinnerungen an die gemeinsamen Reisen sind im 1972 erschienenen Tagebuch 1966–1971 (mit der Widmung „Für Marianne“) wiedergegeben.
„Durch sie lernte Frisch eine neue Generation von Schriftstellerinnen und Schriftstellern kennen“, u. a. Peter Bichsel, Adolf Muschg, Paul Nizon, Otto F. Walter, Jürg Laederach, Jörg Steiner und Jürg Federspiel. „Er freute sich immer, wenn ich junge Leute einlud. Er hat ihre Texte gelesen, sie gefördert und auch finanziell großzügig unterstützt.“ Marianne las als erste seine Texte: „Wenn er ein Manuskript abgeschlossen hatte, niemals vorher, gab er es mir zur Beurteilung. … Umgekehrt hat er meine Übersetzungen gelesen und mit mir besprochen.“
Ende 1972 kaufte Max Frisch noch eine Wohnung in der Sarrazinstraße in Berlin-Friedenau, in die das Ehepaar im Februar 1973 einzog und wo ein langer Tisch Marianne Frisch „für ihre Übersetzungs- und Lektoratsarbeiten diente“. In Berlin entwickelte sich ein neuer Freundeskreis u. a. mit Uwe Johnson, Günter Grass, Hans Magnus Enzensberger, Lars Gustafsson und Walter Höllerer und in Ost-Berlin u. a. mit Jurek Becker, Günter Kunert, Gerhard und Christa Wolf.
Die Ehe wurde 1979 geschieden, nachdem es bereits 1974 zum ersten größeren Zerwürfnis gekommen war – dabei spielten Max Frischs Erzählung Montauk und die darin verarbeiteten Ereignisse und Erfahrungen der Eheleute Frisch in den USA eine Rolle. Marianne Frisch blieb in der vormals gemeinsamen Wohnung in Berlin-Friedenau. Ereignisse und Gedanken während seines Lebens in Berlin und während der Ehe mit Marianne Frisch verarbeitete Max Frisch auch in dem postum erschienenen, tagebuchartigen Werk Aus dem Berliner Journal.
1991 äußerte sich Peter Bichsel in der Max Frisch gewidmeten Ausgabe des Magazins DU auch zu Marianne Frisch: „Das Bild, das wir uns heute machen von Max Frisch, wäre ein ganz anderes ohne Marianne. … Es wäre ein so anderes, dass es völlig unvorstellbar ist. Es gibt kaum einen Autor der damals jüngeren Generation, der ihn nicht durch Marianne kennengelernt hat. Sie öffnete sein Haus – in Berlin, in Zürich, in New York, in Berzona. … Marianne machte Berzona … zu einer Begegnungsstätte der Literatur. … Ich habe ihr mehr zu verdanken als die Freundschaft zu Max, aber die Nähe zu Max habe ich – und viele und fast alle anderen – nur ihr zu verdanken.“
Im Katalog des Deutschen Literaturarchivs Marbach sind neben elf Druckwerken 46 Handschriften gelistet. Anfang der 1980er-Jahre schrieb Marianne Frisch gemeinsam mit Martin Kluger die Hörspiele Heulen und Zähneknirschen und Die Tiere und die Toten.
Seit Beginn der 1970er-Jahre trat Frisch – zu Beginn auch unter ihrem Mädchennamen – als Übersetzerin in Erscheinung. Ihre Übertragung des kurzen Romans The Saddest Summer of Samuel S. von J. P. Donleavy (Originalausgabe 1966) erschien unter dem Titel Schlimmer Sommer für Samuel S. In der Folge war sie an deutschen Ausgaben vor allem englischsprachiger Werke der klassischen Moderne und der literarischen Postmoderne beteiligt: Sie übertrug Renata Adler, Susan Sontag und Donald Barthelme, den sie während einer USA-Reise mit Max Frisch auch persönlich kennen gelernt hatte. Als einer der Übersetzer der Kurzprosa von Virginia Woolf war sie in deren deutsche Werkausgabe (Hrsg.: Klaus Reichert) mit eingebunden. Des Weiteren übersetzte sie Texte von Rosmarie Waldrop und Grace Paley. Über den 1985 in der edition suhrkamp erschienenen Band Ungeheure Veränderungen in letzter Minute, in dem sich ihr Name als Übersetzerin neben denen von Jürg Laederach und Hanna Muschg befindet, hieß es in der Frankfurter Allgemeinen Zeitung: „Marianne Frisch, Jürg Laederach und Hanna Muschg haben die Stimmenvielfalt und den Sprachreichtum der Autorin überzeugend ins Deutsche übertragen.“ Anlässlich der Neuausgabe von Renata Adlers Rennboot schrieb eine Rezensentin: „Wie in der ersten deutschen Ausgabe 1979 wurde in der neuen Auflage Marianne Frischs Übersetzung aus dem amerikanischen Englisch beibehalten. Diese schafft es, die klare, kühle Sprache des Originals zu übermitteln.“
Die Webseite der amerikanischen Literaturzeitschrift Fiction nennt Marianne Frisch als „European Editor“. Im Anhang zu Hiding Man. A Biography of Donald Barthelme dankt der Verfasser Tracy Daugherty Marianne Frisch für ihre Auskünfte. In der Biografie wiedergegeben findet sich auch eine Reminiszenz von Frisch, in welcher sie ihre Erinnerungen an jene Begegnung mit Barthelme schildert, bei der sie ihm von ihrer bevorstehenden Übersetzung von City Life und von damit verbundenen Bedenken berichtet habe. Ihre Übersetzerarbeit am Werk von Barthelme, die auch in Briefen Frischs an den Autor dokumentiert ist, fand Niederschlag in teilweise gemeinsam mit Christian Enzensberger verantworteten Buchveröffentlichungen.
2010 attestierte der Max-Frisch-Biograf Volker Weidermann der 71-jährigen Marianne Frisch, „Witwe, Philologin, Übersetzerin, die noch heute in der Wohnung von damals lebt“, „beste Gesundheit, hellsichtige[n] literarische[n] Verstand, große[n] Humor“. Bei den Recherchen für die Ingeborg-Bachmann-Biografie von Ina Hartwig (Erstausgabe 2017) war Marianne Frisch eine der befragten „Zeitzeugen“. Auch im Zuge der Arbeit am Film Ingeborg Bachmann – Reise in die Wüste (Drehbeginn 2022) kam es zu einem Treffen von Marianne Frisch mit Margarethe von Trotta. Laut der Regisseurin sei ihre Gesprächspartnerin „dagegen“, dass sie einen Film über Frisch mache, habe ihr jedoch „viel erzählt“. In der Filmbiografie wird Marianne Frisch, die einzige im Produktionszeitraum noch lebende der dargestellten Hauptpersonen (Ingeborg Bachmann, Max Frisch, Marianne Oellers, Tankred Dorst, Adolf Opel, Hans-Werner Henze), verkörpert von Luna Wedler.

## Übersetzungen

### Bücher
- James Patrick Donleavy: Schlimmer Sommer für Samuel S. Luchterhand, München, 1970.
- Donald Barthelme: City Life. Suhrkamp, Frankfurt am Main, 1972.
- Donald Barthelme: Der tote Vater (mit Martin Kluger), Suhrkamp, Frankfurt am Main, 1977.
- Renata Adler: Rennboot. Suhrkamp, Frankfurt am Main, 1979.
- Susan Sontag: Ich, etc. Erzählungen. Hanser, München/Wien, 1979, ISBN 978-3-446-12826-2
- Grace Paley: Ungeheure Veränderungen in letzter Minute. Geschichten (mit Hanna Johansen und Jürg Laederach). Suhrkamp, Frankfurt am Main, 1985.
- Donald Barthelme: Der Kopfsprung (mit einer Übersetzergruppe am Englischen Institut der Universität München, Endredaktion Christian Enzensberger), Klett-Cotta, Stuttgart, 1985, ISBN 978-3-608-95225-4
- Donald Barthelme: Tolle Tage. Klett-Cotta, Stuttgart, 1985.
- Donald Barthelme: Am Boden zerstört (mit einer Übersetzer-Gruppe am Englischen Institut der Universität München, Endredaktion Christian Enzensberger), Klett-Cotta, Stuttgart, 1986.
- Donald Barthelme: Amatöre (mit einer Übersetzer-Gruppe am Englischen Institut der Universität München, Endredaktion Christian Enzensberger), Klett-Cotta, Stuttgart, 1988
- Rosmarie Waldrop: Ein Schlüssel zur Sprache Amerikas (mit Elke Erb), Urs Engeler, Basel/Weil am Rhein/Wien, 2004.
- Claudio Magris: Schon gewesen sein. Edition Korrespondenzen, Wien, 2004, ISBN 978-3-902113-31-3.

### Beiträge (Auswahl)
- (unter dem Namen Marianne Oellers) Barthelme, Donald: Pionier Paul Klee verlegt ein Flugzeug zwischen Milbertshofen und Cambrai, März 1916. Literaturmagazin (Rowohlt) 3, 1975 (Die Phantasie an die Macht. Literatur als Utopie) S. 205–208.
- (unter dem Namen Marianne Oellers) Barthelme, Donald: Der zornige junge Mann (Erzählungen). Literaturmagazin (Rowohlt) 4, 1975 (Die Literatur nach dem Tod der Literatur. Bilanz der Politisierung) S. 145–149.
- Virginia Woolf: Kew Gardens, in: Das Mal an der Wand. Gesammelte Kurzprosa (Hrsg.: Klaus Reichert). S. Fischer, Frankfurt am Main, 1989.
- Virginia Woolf: Die Abendgesellschaft, in: Das Mal an der Wand. Gesammelte Kurzprosa (Hrsg.: Klaus Reichert). S. Fischer, Frankfurt am Main, 1989.
- Virginia Woolf: Feste Gegenstände, in: Das Mal an der Wand. Gesammelte Kurzprosa (Hrsg.: Klaus Reichert). S. Fischer, Frankfurt am Main, 1989.
- Virginia Woolf: Beileid, in: Das Mal an der Wand. Gesammelte Kurzprosa (Hrsg.: Klaus Reichert). S. Fischer, Frankfurt am Main, 1989.
- Virginia Woolf: Ein ungeschriebener Roman, in: Das Mal an der Wand. Gesammelte Kurzprosa (Hrsg.: Klaus Reichert). S. Fischer, Frankfurt am Main, 1989.
- Virginia Woolf: Montag oder Dienstag, in: Das Mal an der Wand. Gesammelte Kurzprosa (Hrsg.: Klaus Reichert). S. Fischer, Frankfurt am Main, 1989.
- Virginia Woolf: Blau & Grün, in: Das Mal an der Wand. Gesammelte Kurzprosa (Hrsg.: Klaus Reichert). S. Fischer, Frankfurt am Main, 1989.
- Virginia Woolf: Zusammen und getrennt, in: Das Mal an der Wand. Gesammelte Kurzprosa (Hrsg.: Klaus Reichert). S. Fischer, Frankfurt am Main, 1989.
- Virginia Woolf: Der Mann, der seinesgleichen liebte, in: Das Mal an der Wand. Gesammelte Kurzprosa (Hrsg.: Klaus Reichert). S. Fischer, Frankfurt am Main, 1989.
- Virginia Woolf: Eine einfache Melodie, in: Das Mal an der Wand. Gesammelte Kurzprosa (Hrsg.: Klaus Reichert). S. Fischer, Frankfurt am Main, 1989.
- Virginia Woolf: Ein Resümee, in: Das Mal an der Wand. Gesammelte Kurzprosa (Hrsg.: Klaus Reichert). S. Fischer, Frankfurt am Main, 1989.

- Rosmarie Waldrop: pre & con or positions & junctions. for Craig Watson (mit Elke Erb), in: Zwischen den Zeilen. Eine Zeitschrift für Gedichte und ihre Poetik 8 (2000), 16., S. 189–213

## Weitere Publikationen mit und über Marianne Frisch
- Marianne Frisch. Die freche Muse der Grossschriftsteller: Ein Besuch in Berlin bei der Lektorin, Übersetzerin und Exfrau Max Frischs. Berner Zeitung, 30. Juni 2001.
- Lothar Müller: Die Pfeifen! Der Wein! Das Gegenteil einer Witwe: Marianne Frisch. Süddeutsche Zeitung, 15. Februar 2003.
- L’écrivain dans son atelier: Entretien avec Marianne Frisch-Oellers, in: Europe. Max Frisch / Ludwig Hohl, 93e année, No. 1029–1030, Paris, Janvier-Février 2015, pages 21–32.